# Balázs Taróczy
Balázs Taróczy (ur. 9 maja 1954 w Budapeszcie) – węgierski tenisista.

## Kariera tenisowa
Jako zawodowy tenisista Taróczy występował w latach 1972–1990.
W grze pojedynczej wygrał 12 turniejów rangi ATP World Tour oraz awansował do 7 finałów.
W grze podwójnej zwyciężył w 26 imprezach ATP World Tour, a także uczestniczył w 33 finałach. Wśród tytułów deblowych Węgra znajdują się dwa wielkoszlemowe triumfy, w 1981 roku na Rolandzie Garrosie i w 1985 roku na Wimbledonie. Oba turnieje wygrał w parze z Heinzem Günthardtem.
W latach 1973–1986 reprezentował Węgry w Pucharze Davisa, rozgrywając łącznie 95 meczów, z których w 76 zwyciężył.
W 1973 roku wystąpił w uniwersjadzie, zdobywając dwa medale, srebrny w grze pojedynczej i brązowy w grze podwójnej. W 1977 roku, w Sofii, wywalczył srebrny medal ponownie w singlu.
W rankingu gry pojedynczej Taróczy najwyżej był na 12. miejscu (5 kwietnia 1982), a w klasyfikacji gry podwójnej na 3. pozycji (15 lipca 1985).
Od września 1989 roku, do końca 1990 roku Taróczy pełnił funkcję trenera Gorana Ivaniševicia.

### Finały w turniejach wielkoszlemowych

#### Gra podwójna (2–0)
| Końcowy wynik | Nr | Data           | Turniej            | Nawierzchnia | Partner         | Przeciwnicy                | Wynik finału       |
| ------------- | -- | -------------- | ------------------ | ------------ | --------------- | -------------------------- | ------------------ |
| Zwycięzca     | 1. | 6 czerwca 1981 | French Open, Paryż | Ceglana      | Heinz Günthardt | Terry Moor Eliot Teltscher | 6:2, 7:6, 6:3      |
| Zwycięzca     | 2. | 6 lipca 1985   | Wimbledon, Londyn  | Trawiasta    | Heinz Günthardt | Pat Cash John Fitzgerald   | 6:4, 6:3, 4:6, 6:3 |